# Leichtathletik-Europameisterschaften 2016/Kugelstoßen der Männer

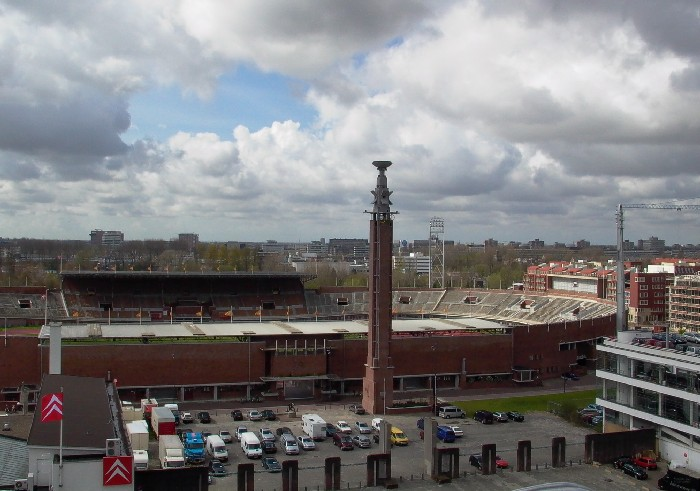
Das Olympiastadion in Amsterdam im Jahr 2005

Das Kugelstoßen der Männer bei den Leichtathletik-Europameisterschaften 2016 wurde am 9. und 10. Juli 2016 im Olympiastadion der niederländischen Hauptstadt Amsterdam ausgetragen.
Seinen dritten EM-Titel in Folge errang der Deutsche David Storl. Er hatte zuvor Olympiasilber 2012 gewonnen, war zweimal Weltmeister (2011/2013) und 2015 Vizeweltmeister geworden. Den zweiten Rang belegte der Pole Michał Haratyk. Bronze ging an den Portugiesen Tsanko Arnaudov.

## Bestehende Rekorde
| Weltrekord           | 23,12 m | Randy Barnes   | Los Angeles, USA             | 20. Mai 1990    |
| Europarekord         | 23,06 m | Ulf Timmermann | Chania – Kreta, Griechenland | 22. Mai 1988    |
| Meisterschaftsrekord | 22,22 m | Werner Günthör | EM Stuttgart, BR Deutschland | 28. August 1986 |

Auch bei diesen Europameisterschaften wurde der bereits seit 1986 bestehende EM-Rekord nicht gefährdet. Die größte Weite erzielte der deutsche Europameister David Storl im Finale mit 21,31 m, womit er eine neue Europajahresbestleistung aufstellte, jedoch 91 Zentimeter unter dem Rekord blieb. Zum Europarekord fehlten ihm 1,75 m, zum Weltrekord 1,81 m.

## Doping
In diesem Wettbewerb gab es einen Dopingfall, der eine nachträgliche Disqualifikation nach sich zog.
Die Dopingprobe des zunächst sechstplatzierten Rumänen Andrei Toader vom 10. Mai 2016, bekannt gemacht im Juni 2016, enthielt das verbotene Mittel Testosteron und war damit positiv. Dem Athleten wurden seine seitdem erzielten Resultate aberkannt, darunter sein Ergebnis von diesen Europameisterschaften. Aufgrund der außerdem verhängten vierjährigen Sperre vom 10. Mai 2016 bis 9. Mai 2020 musste er auf seine eigentlich geplante Teilnahme an den Olympischen Spielen 2016 verzichten.
Vor allem zwei Kugelstoßer waren hier die Leidtragenden des Dopingbetrugs:
- Hamza Alić aus Bosnien und Herzegowina wäre über seine Weite als Zwölfter aus der Qualifikation für das Finale qualifiziert gewesen.
- Dem Kroaten Stipe Žunić hätten als Achtplatziertem im Finale drei weitere Versuche zugestanden.

## Legende
Kurze Übersicht zur Bedeutung der Symbolik – so üblicherweise auch in sonstigen Veröffentlichungen verwendet:
| EL  | Europajahresbestleistung              |
| NM  | keine Weite (no mark)                 |
| ogV | ohne gültigen Versuch                 |
| DOP | wegen Dopingvergehens disqualifiziert |
| –   | verzichtet                            |
| x   | ungültig                              |

## Qualifikation
9. Juli 2016, 13:05 Uhr
29 Wettbewerber traten in zwei Gruppen zur Qualifikationsrunde an. Fünf von ihnen (hellblau unterlegt) übertrafen die Qualifikationsweite für den direkten Finaleinzug von 20,30 m. Damit war die Mindestzahl von zwölf Finalteilnehmern nicht erreicht. Das Finalfeld wurde mit den sieben nächstplatzierten Sportlern (hellgrün unterlegt) auf zwölf Werfer aufgefüllt. So reichten für die Finalteilnahme schließlich 19,72 m.

### Gruppe A

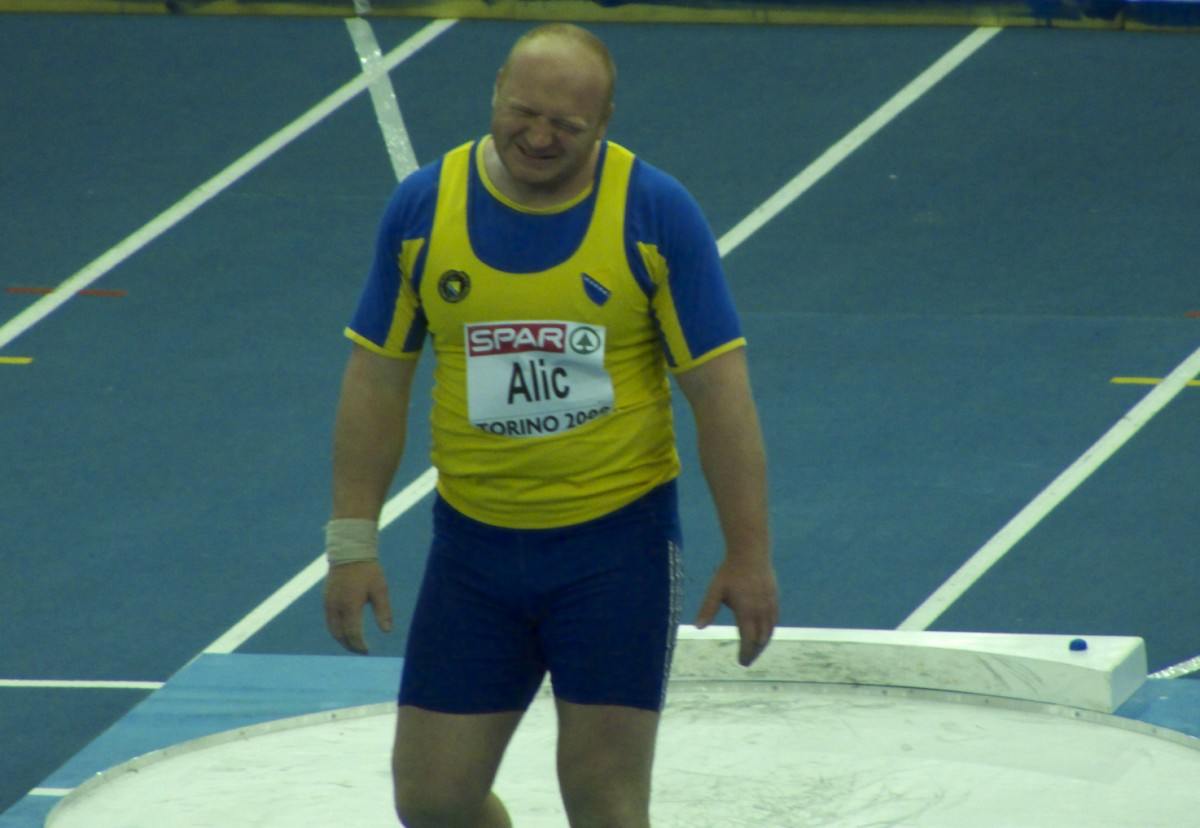
Hamza Alic – seine 19,61 m hätten eigentlich zur Finalteilnahme berechtigt, wenn da nicht ein Dopingbetrüger vor ihm gelegen hätte
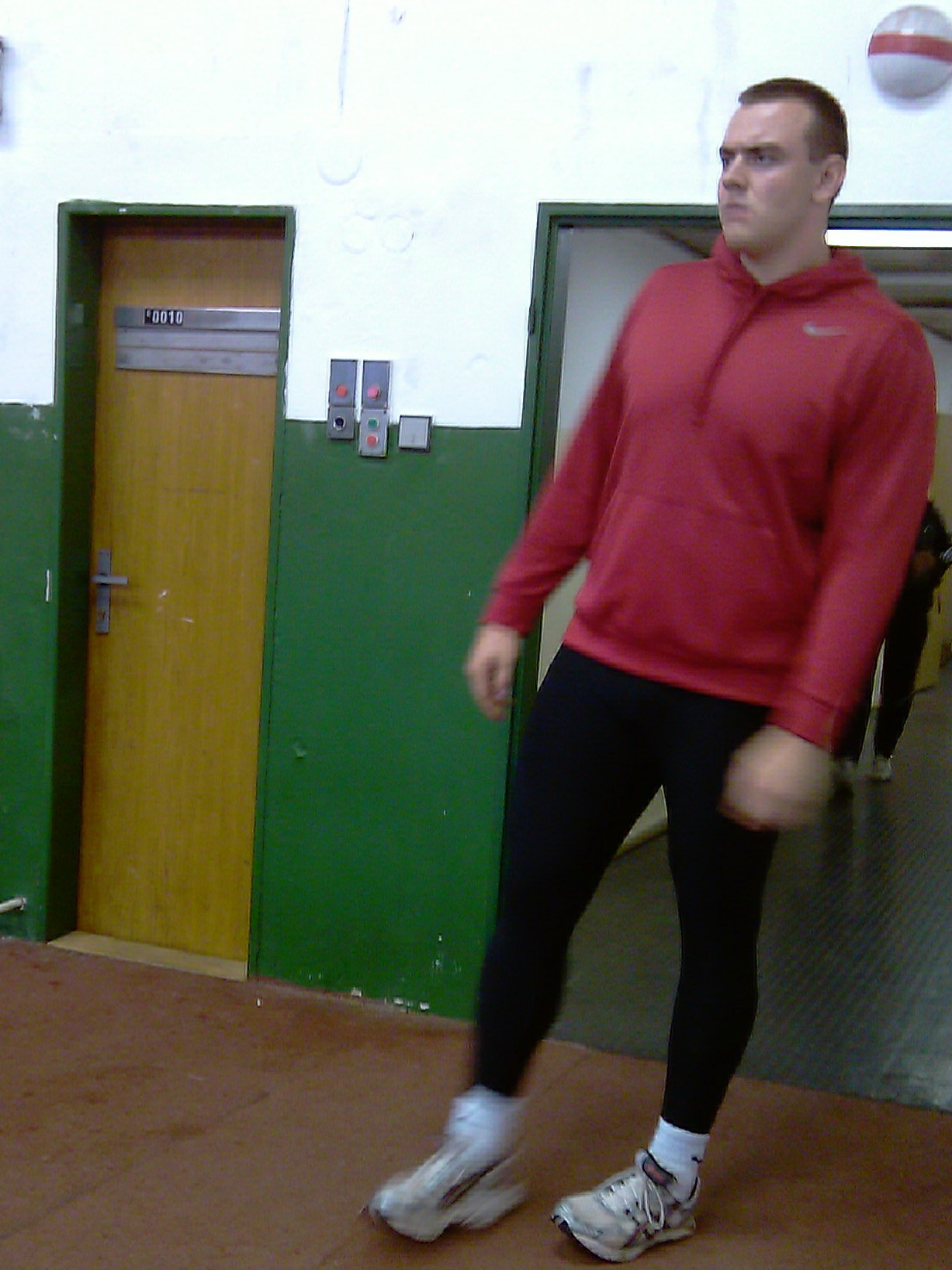
Ladislav Prášil – ausgeschieden als Sechster mit 19,56 m

| Platz | Name               | Nation                  | Resultat (m) | Versuchsserie (m) | Versuchsserie (m) | Versuchsserie (m) | Anmerkung                              |
| Platz | Name               | Nation                  | Resultat (m) | 1. Versuch        | 2. Versuch        | 3. Versuch        | Anmerkung                              |
| 1     | David Storl        | Deutschland             | 20,84        | 20,84             | –                 | –                 |                                        |
| 2     | Konrad Bukowiecki  | Polen                   | 20,65        | 19,80             | 20,65             | –                 |                                        |
| 3     | Borja Vivas        | Spanien                 | 20,12        | 20,10             | 19,98             | 20,12             |                                        |
| 4     | Nikolaos Skarvelis | Griechenland            | 20,11        | 19,80             | 19,96             | 20,11             |                                        |
| 5     | Hamza Alić         | Bosnien und Herzegowina | 19,61        | x                 | x                 | 19,61             | eigentlich für das Finale qualifiziert |
| 6     | Ladislav Prášil    | Tschechien              | 19,56        | 18,93             | 19,22             | 19,56             |                                        |
| 7     | Nedžad Mulabegović | Kroatien                | 19,55        | 19,11             | 19,38             | 19,55             |                                        |
| 8     | Bob Bertemes       | Luxemburg               | 19,39        | x                 | 19,39             | 19,13             |                                        |
| 9     | Aliaksei Nichypar  | Belarus                 | 19,34        | 18,06             | 19,34             | x                 |                                        |
| 10    | Leif Arrhenius     | Schweden                | 18,64        | 18,64             | x                 | x                 |                                        |
| 10    | Marco Fortes       | Portugal                | 18,64        | x                 | 18,64             | x                 |                                        |
| NM    | Georgi Iwanow      | Bulgarien               | ogV          | x                 | x                 | x                 |                                        |
| NM    | Kemal Mešić        | Bosnien und Herzegowina | ogV          | x                 | x                 | x                 |                                        |
| DOP   | Andrei Toader      | Rumänien                | 20,00        | x                 | 19,51             | 20,00             | für das Finale zugelassen              |

Weitere in Qualifikationsgruppe A ausgeschiedene Kugelstoßer:

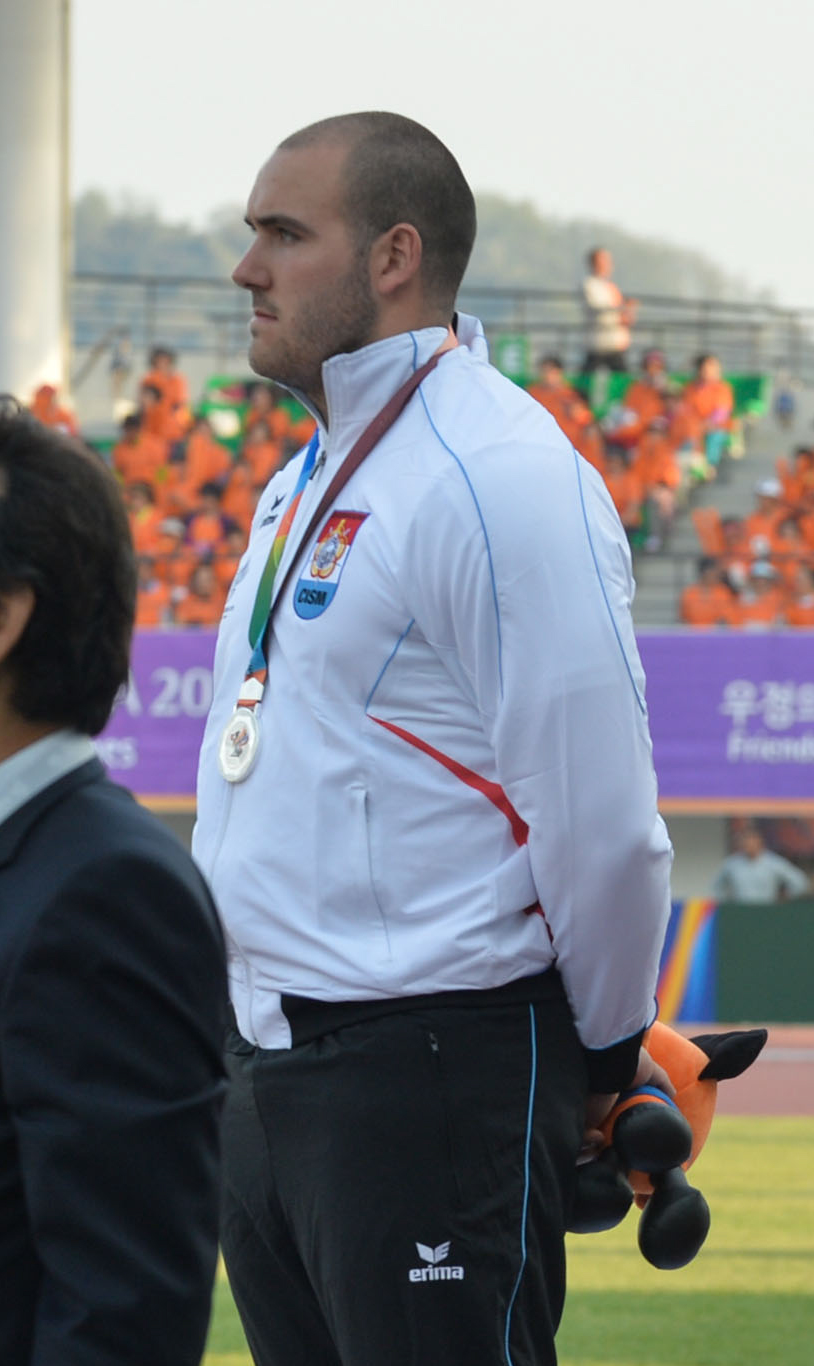
Bob Bertemes – Rang acht mit 19,39 m
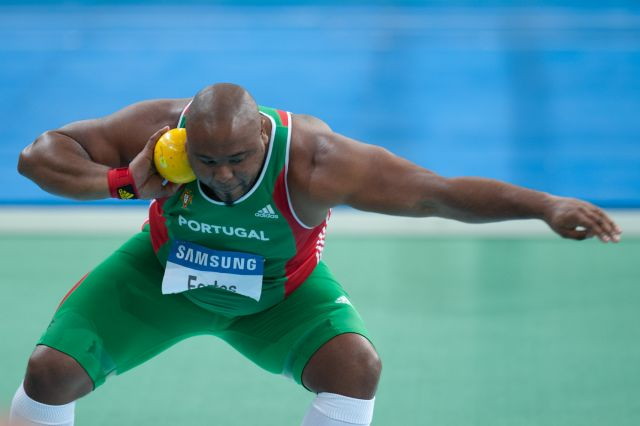
Marco Fortes – 18,64 m
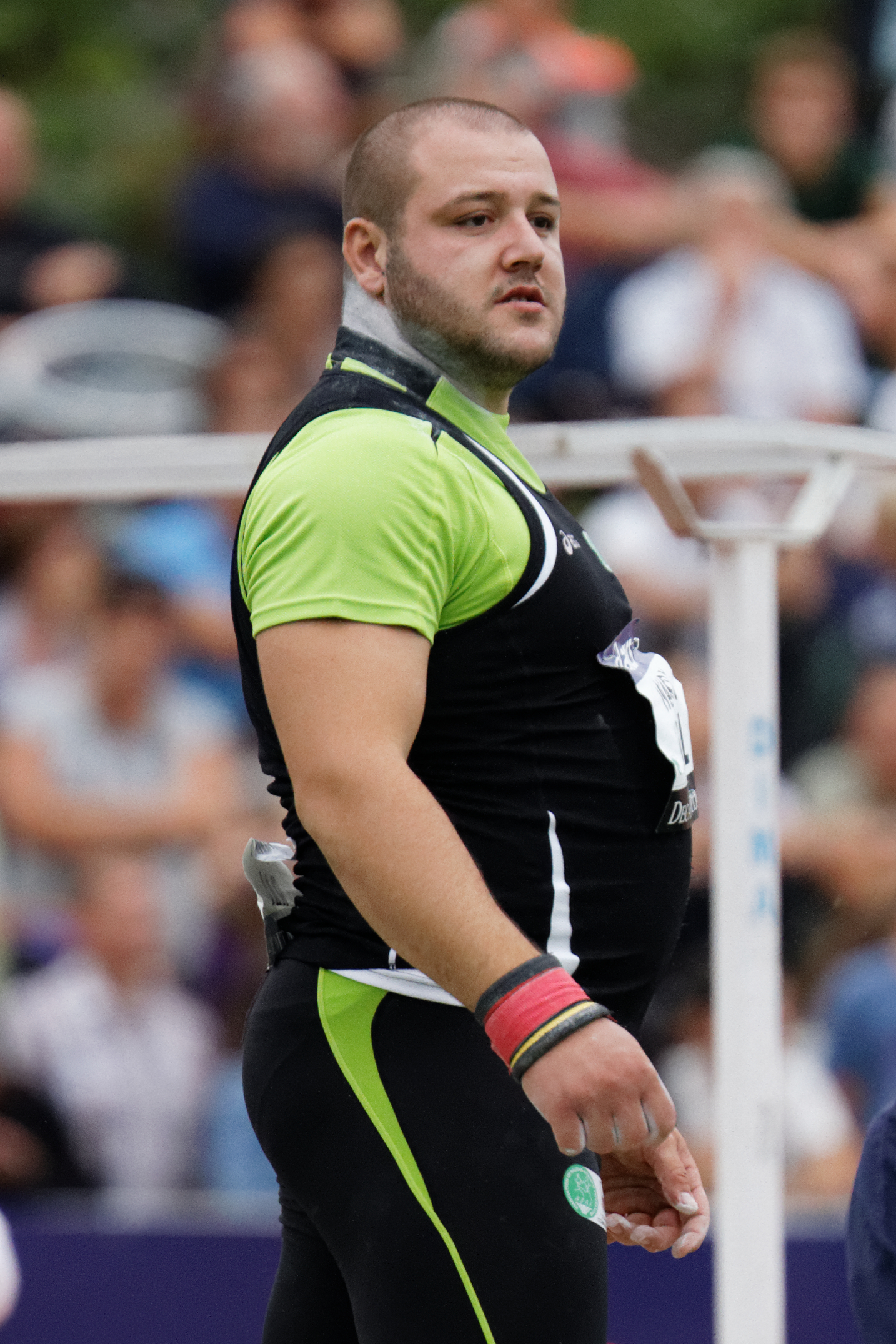
Georgi Iwanow – kein gültiger Stoß
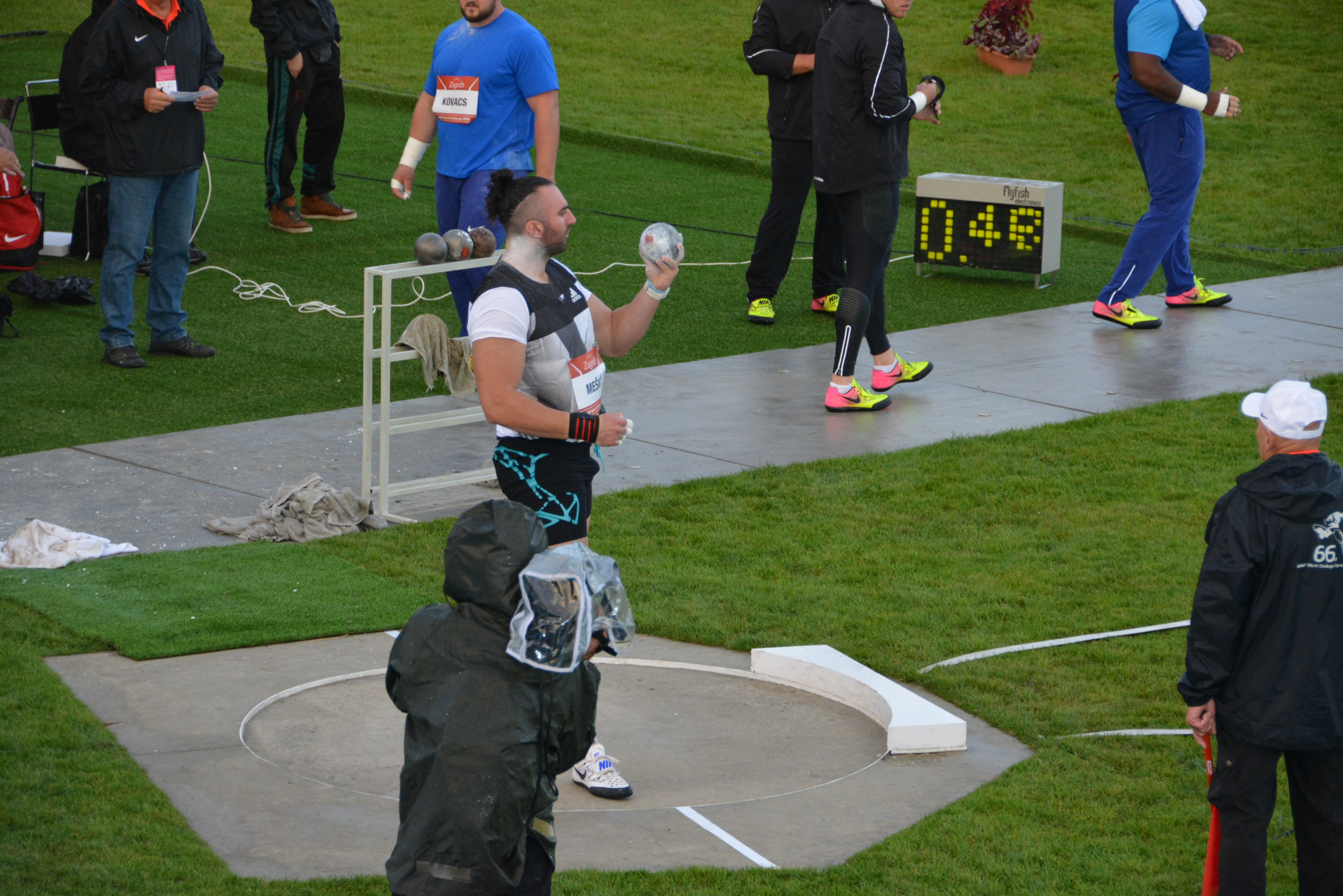
Kemal Mešić – kein gültiger Stoß

### Gruppe B

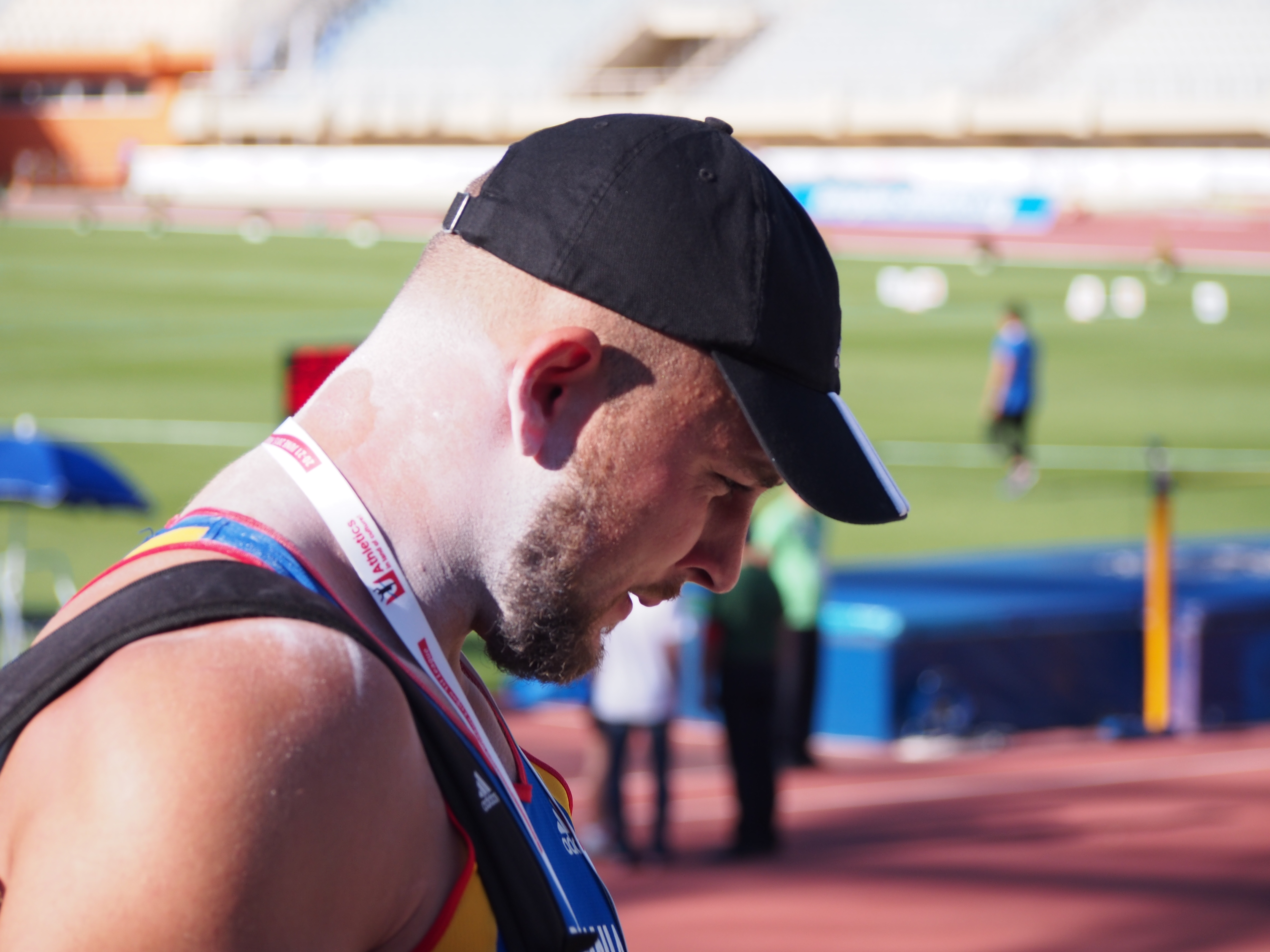
Andrei Gag – ausgeschieden mit 19,48 m
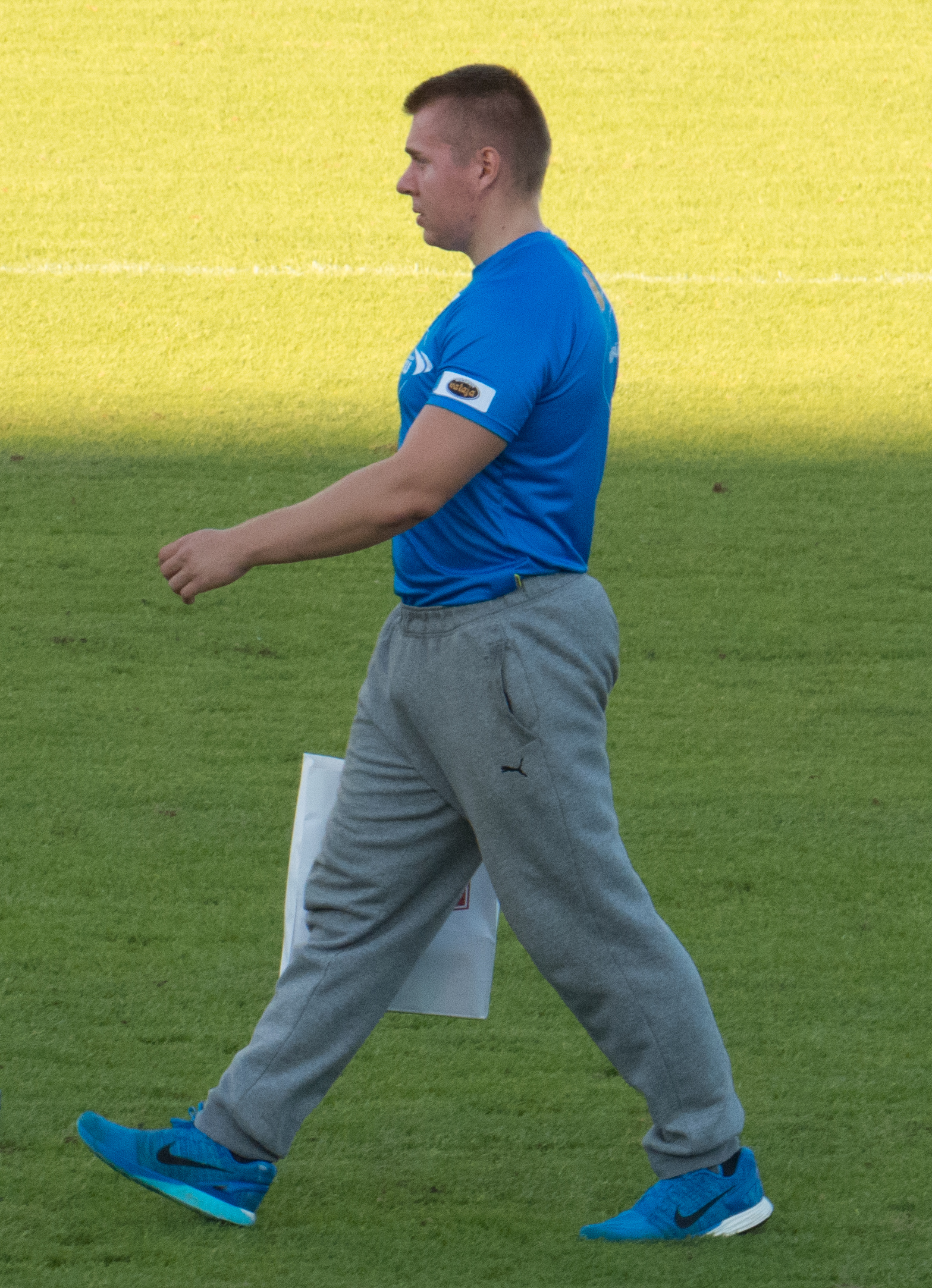
Arttu Kangas – ausgeschieden mit 18,91 m
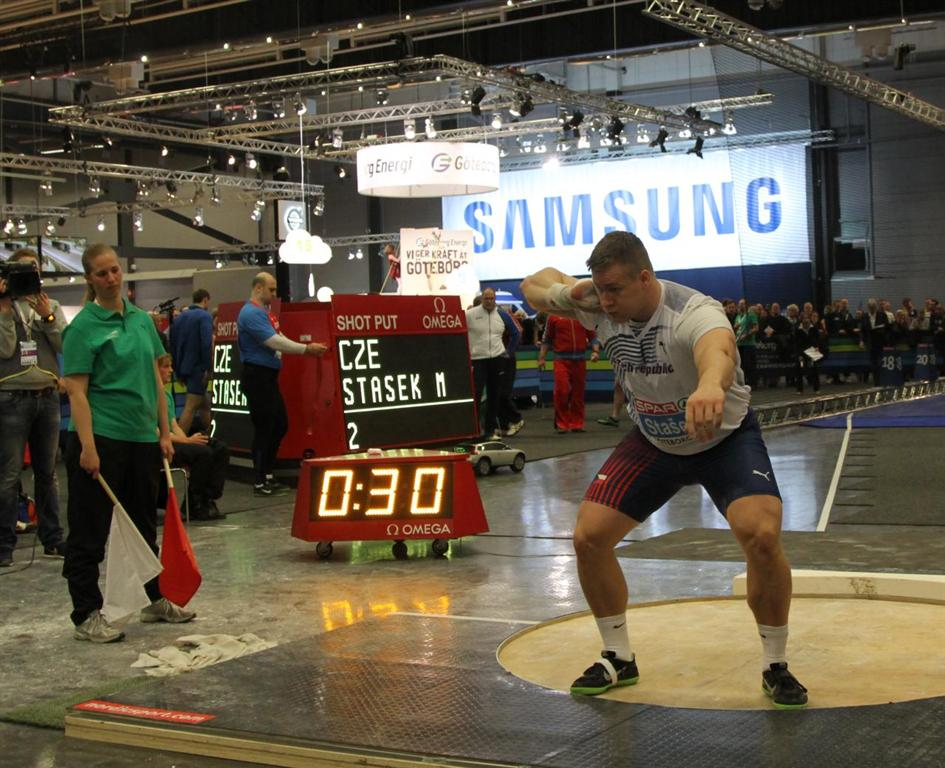
Martin Stašek – ausgeschieden mit 18,32 m

| Platz | Name                  | Nation                  | Resultat (m) | Versuchsserie (m) | Versuchsserie (m) | Versuchsserie (m) |
| Platz | Name                  | Nation                  | Resultat (m) | 1. Versuch        | 2. Versuch        | 3. Versuch        |
| 1     | Michał Haratyk        | Polen                   | 20,45        | 19,27             | 19,54             | 20,45             |
| 2     | Tsanko Arnaudov       | Portugal                | 20,42        | 20,06             | 20,42             | –                 |
| 3     | Tobias Dahm           | Deutschland             | 20,42        | 20,42             | –                 | –                 |
| 4     | Stipe Žunić           | Kroatien                | 20,24        | 19,71             | 19,67             | 20,24             |
| 5     | Carlos Tobalina       | Spanien                 | 20,16        | 20,16             | 19,68             | –                 |
| 6     | Asmir Kolašinac       | Serbien                 | 20,14        | 20,12             | 20,14             | x                 |
| 7     | Mesud Pezer           | Bosnien und Herzegowina | 19,72        | 19,15             | 19,72             | 19,67             |
| 8     | Andrei Gag            | Rumänien                | 19,48        | 19,48             | 19,38             | x                 |
| 9     | Michail Abramtschuk   | Belarus                 | 19,02        | 18,02             | 19,02             | x                 |
| 10    | Arttu Kangas          | Finnland                | 18,91        | x                 | 18,66             | 18,91             |
| 11    | Kristo Galeta         | Estland                 | 18,76        | 18,76             | 18,50             | 18,23             |
| 12    | Filip Mihaljević      | Kroatien                | 18,72        | 18,72             | x                 | 18,53             |
| 13    | Sebastiano Bianchetti | Italien                 | 18,56        | 18,38             | 18,56             | x                 |
| 14    | Ion Emilianov         | Moldau                  | 18,38        | 18,38             | 17,99             | 18,09             |
| 15    | Martin Stašek         | Tschechien              | 18,32        | x                 | 18,32             | x                 |

## Finale
10. Juli 2016, 17:30 Uhr
| Platz | Name               | Nation                  | Resultat (m) | Versuchsserie (m) | Versuchsserie (m) | Versuchsserie (m) | Versuchsserie (m)                          | Versuchsserie (m)                          | Versuchsserie (m)                          |
| Platz | Name               | Nation                  | Resultat (m) | 1. Versuch        | 2. Versuch        | 3. Versuch        | 4. Versuch                                 | 5. Versuch                                 | 6. Versuch                                 |
| 1     | David Storl        | Deutschland             | 21,31 EL     | x                 | 21,03             | 20,84             | x                                          | 21,31                                      | x                                          |
| 2     | Michał Haratyk     | Polen                   | 21,19000     | 20,77             | 19,92             | 20,22             | 21,19                                      | x                                          | 20,53                                      |
| 3     | Tsanko Arnaudov    | Portugal                | 20,59000     | 20,59             | x                 | x                 | 19,28                                      | 19,87                                      | x                                          |
| 4     | Konrad Bukowiecki  | Polen                   | 20,58000     | 20,52             | 20,58             | 20,55             | 20,48                                      | 19,81                                      | x                                          |
| 5     | Asmir Kolašinac    | Serbien                 | 20,43000     | 20,01             | 20,05             | x                 | x                                          | x                                          | 20,43                                      |
| 6     | Tobias Dahm        | Deutschland             | 20,25000     | 20,03             | 20,25             | 19,76             | 19,78                                      | 20,17                                      | 20,13                                      |
| 7     | Borja Vivas        | Spanien                 | 20,16000     | 19,58             | 20,15             | 20,03             | x                                          | 20,16                                      | x                                          |
| 8     | Stipe Žunić        | Kroatien                | 19,95000     | 19,95             | x                 | x                 | eigentlich zu 3 weiteren Stößen berechtigt | eigentlich zu 3 weiteren Stößen berechtigt | eigentlich zu 3 weiteren Stößen berechtigt |
| 9     | Carlos Tobalina    | Spanien                 | 19,85000     | 19,15             | x                 | 19,85             | nicht im Finale der besten acht Athleten   | nicht im Finale der besten acht Athleten   | nicht im Finale der besten acht Athleten   |
| 10    | Nikolaos Skarvelis | Griechenland            | 19,55000     | 19,34             | 19,55             | 19,12             | nicht im Finale der besten acht Athleten   | nicht im Finale der besten acht Athleten   | nicht im Finale der besten acht Athleten   |
| 11    | Mesud Pezer        | Bosnien und Herzegowina | 19,49000     | x                 | x                 | 19,49             | nicht im Finale der besten acht Athleten   | nicht im Finale der besten acht Athleten   | nicht im Finale der besten acht Athleten   |
| DOP   | Andrei Toader      | Rumänien                | 20,26000     | 19,90             | 20,18             | x                 | 19,52                                      | 20,18                                      | 20,26                                      |

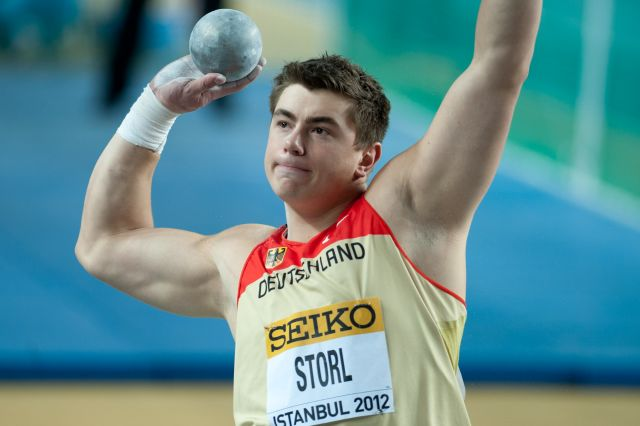
Dritter Titel in Folge für den zweifachen Weltmeister (2011/2013), Olympiazweiten von 2012 und Vizeweltmeister von 2015 David Storl

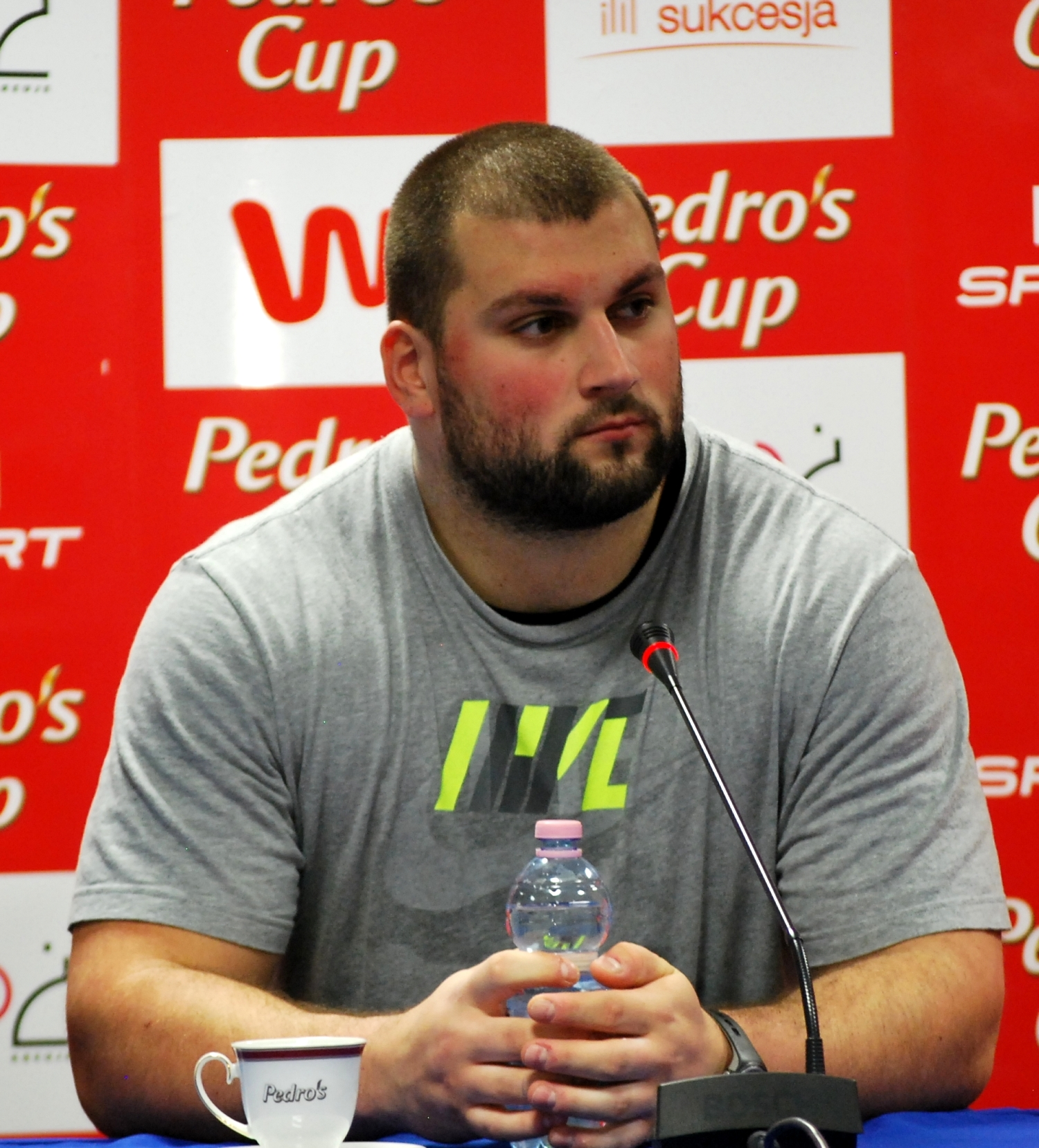
Vizeeuropameister Michał Haratyk – 2018 dann Europameister
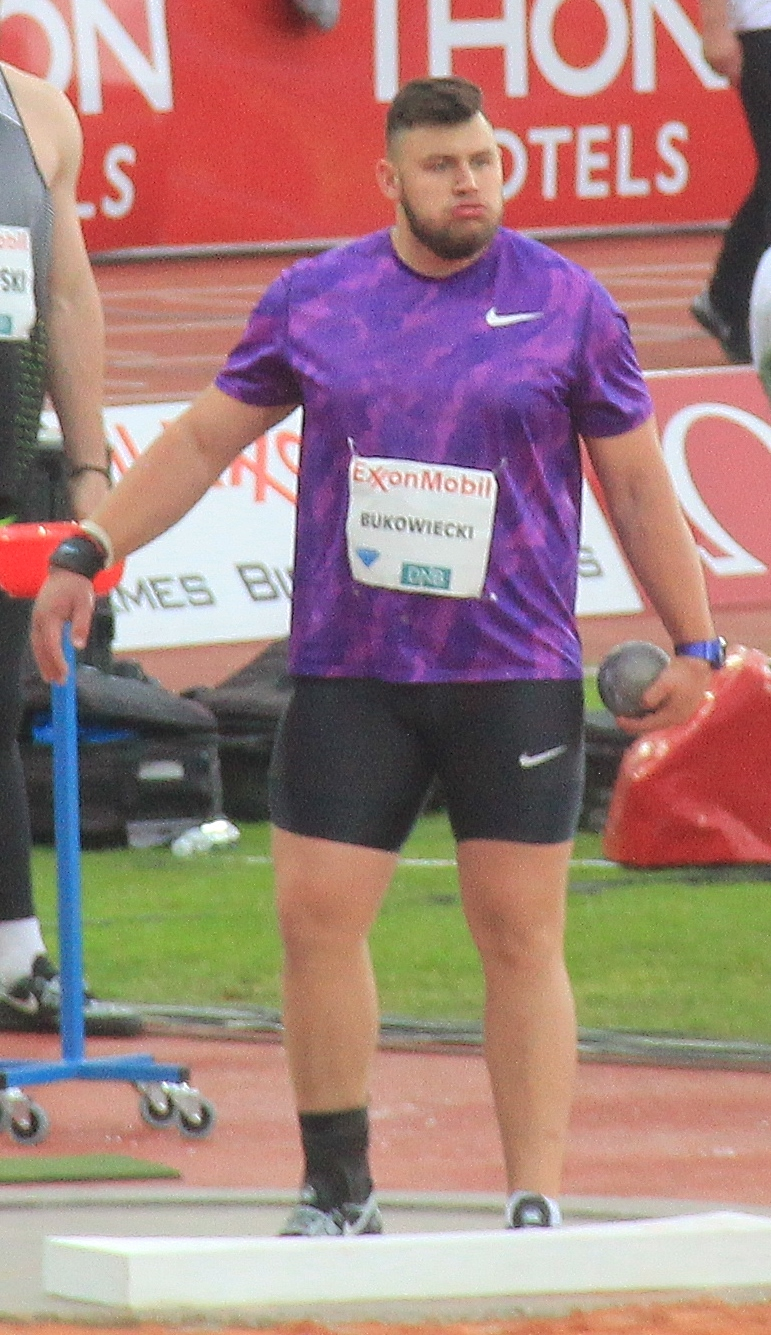
Konrad Bukowiecki belegte Rang vier – zwei Jahre später wurde er Vizeeuropameister
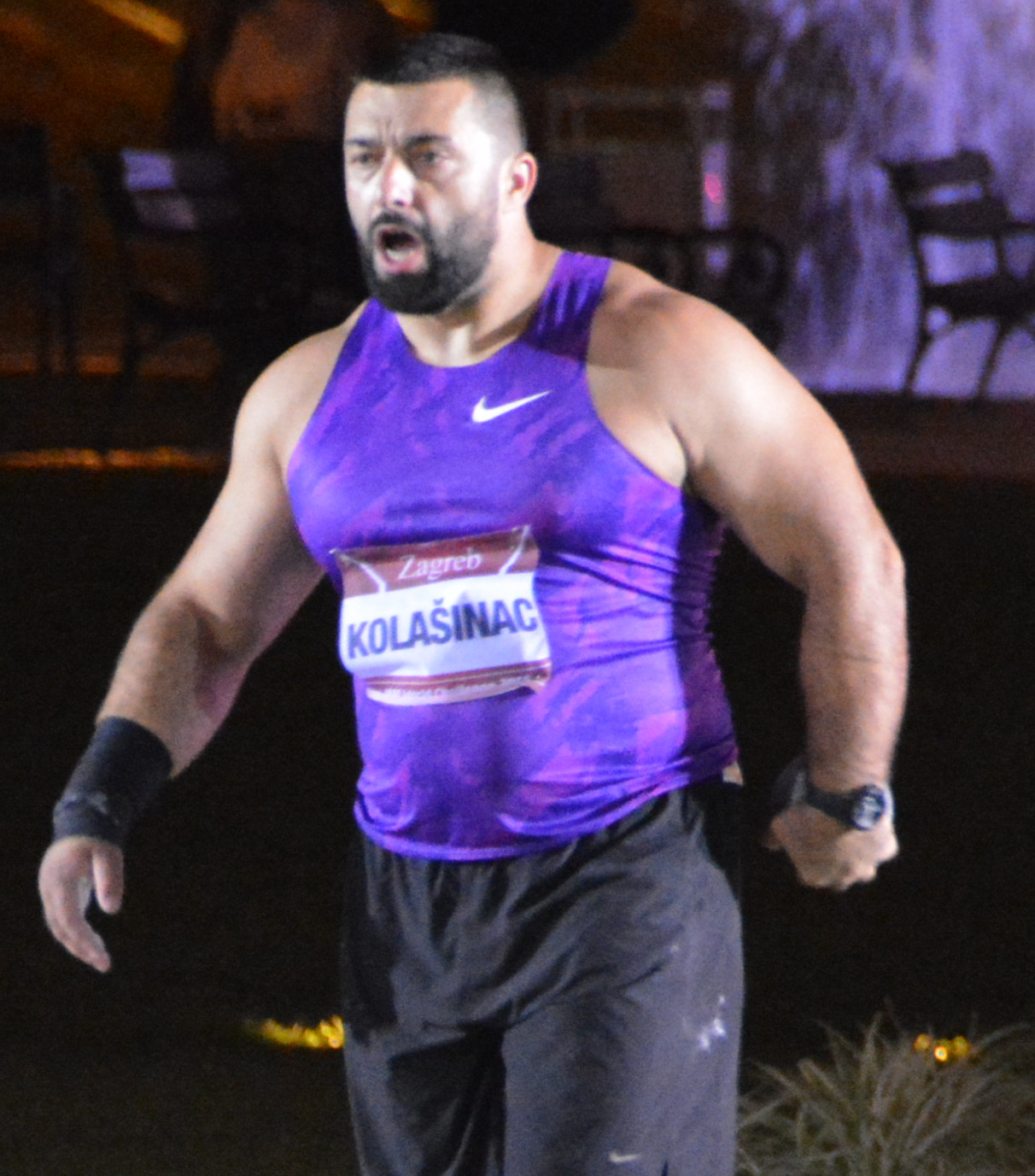
Asmir Kolašinac wurde Fünfter
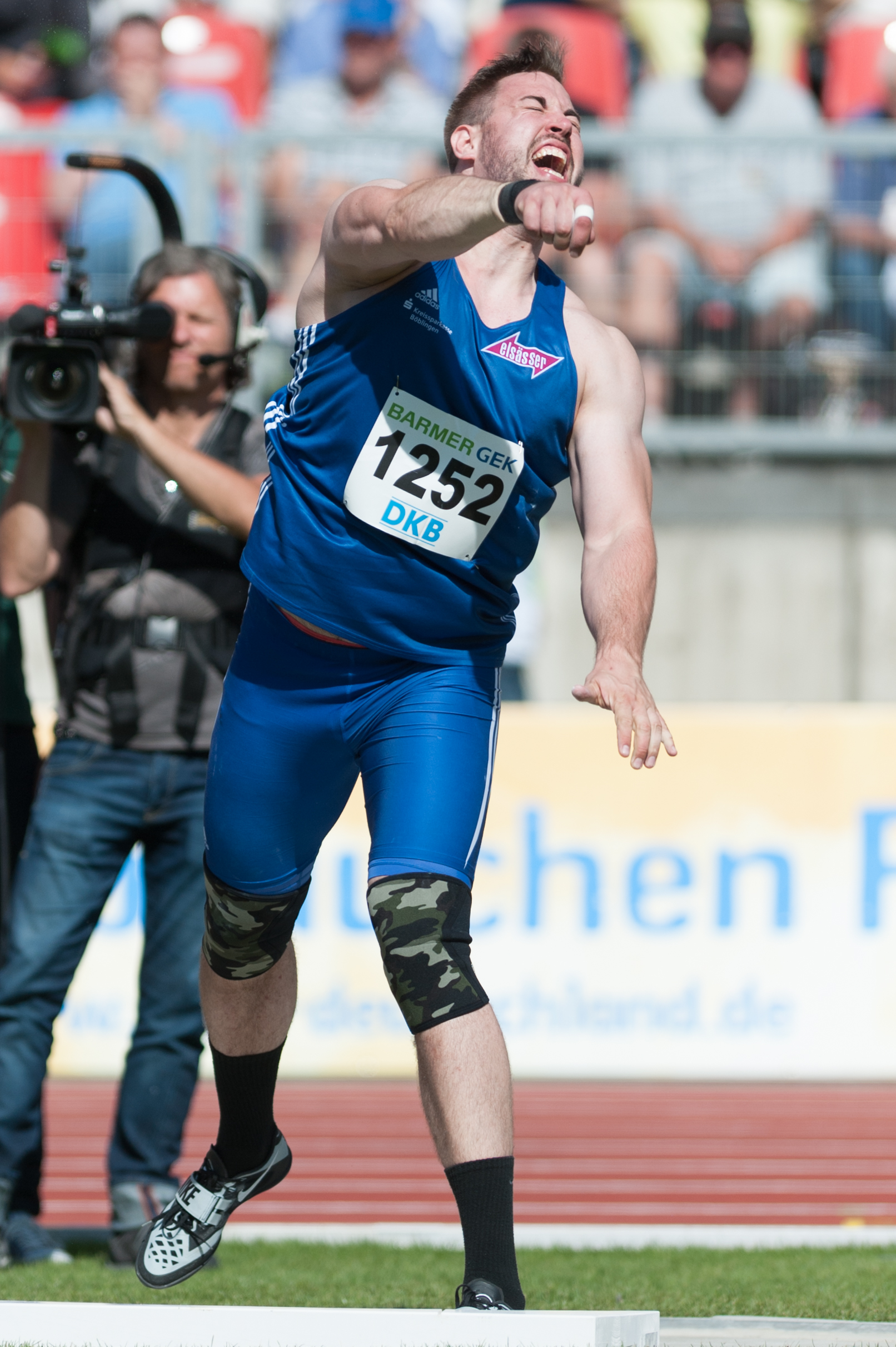
Tobias Dahm erreichte Platz sechs

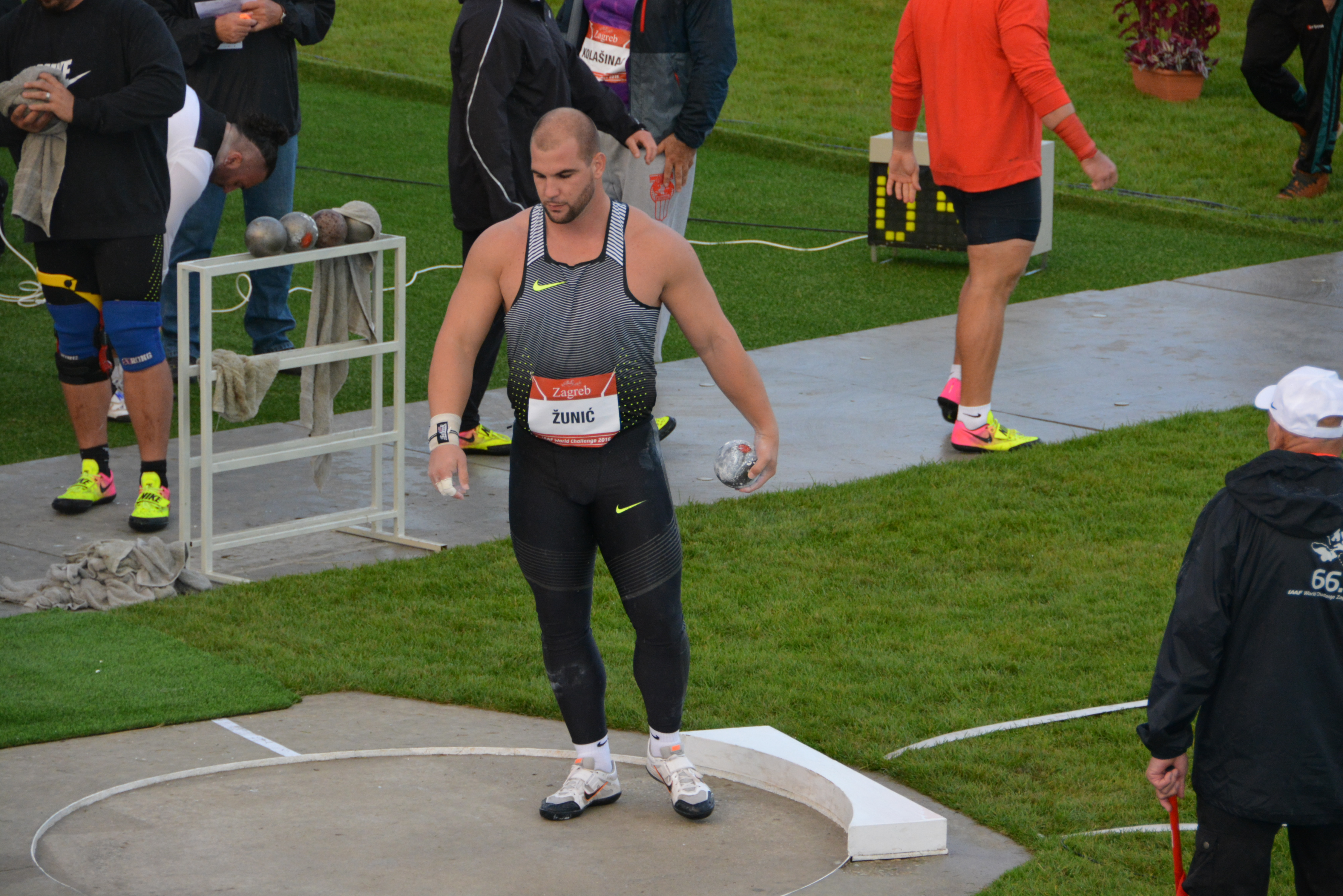
Stipe Žunić kam auf den achten Platz – im Finale wurde er durch den Dopingsünder Andrei Toader um drei Versuche betrogen
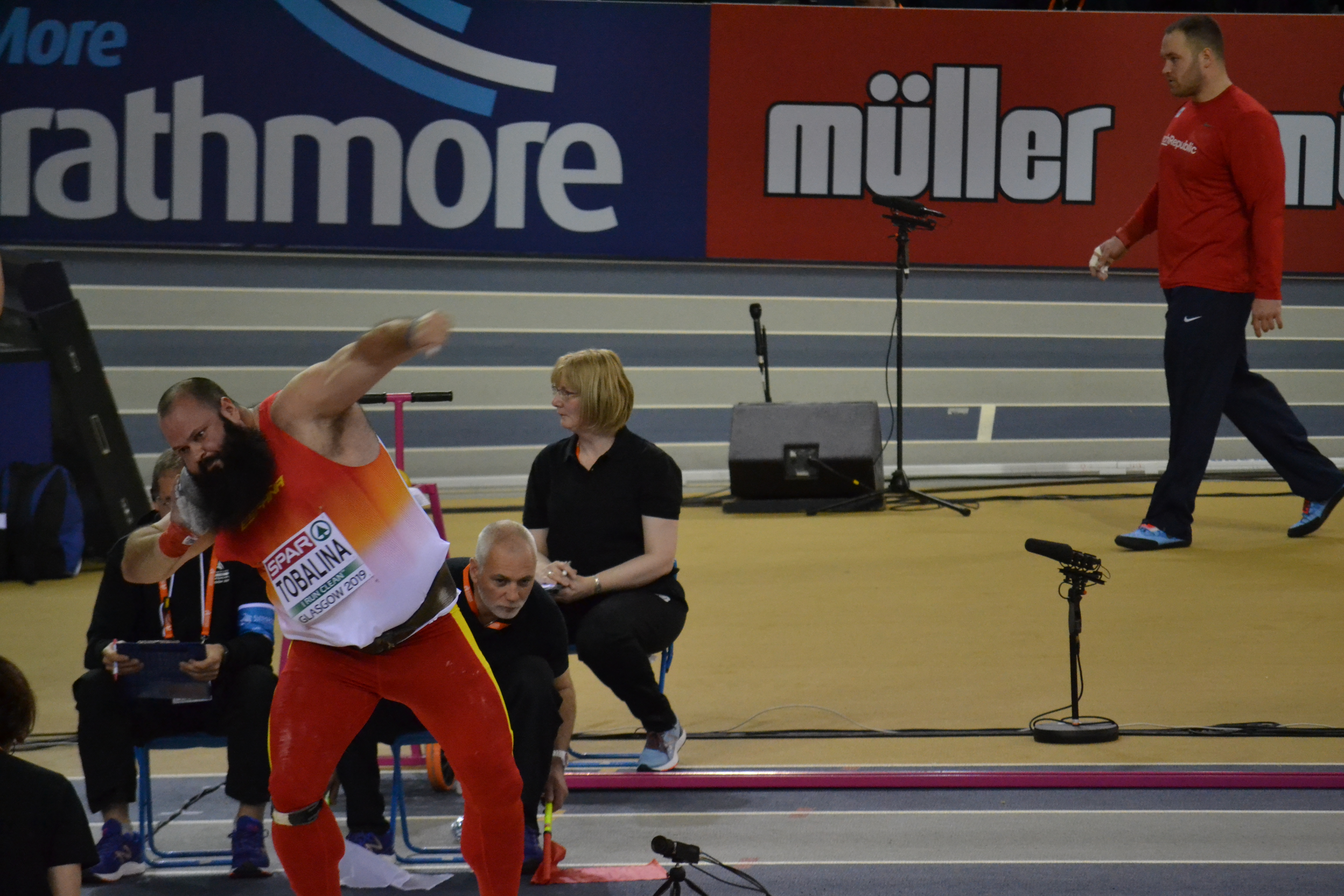
Der neuntplatzierte Carlos Tobalina
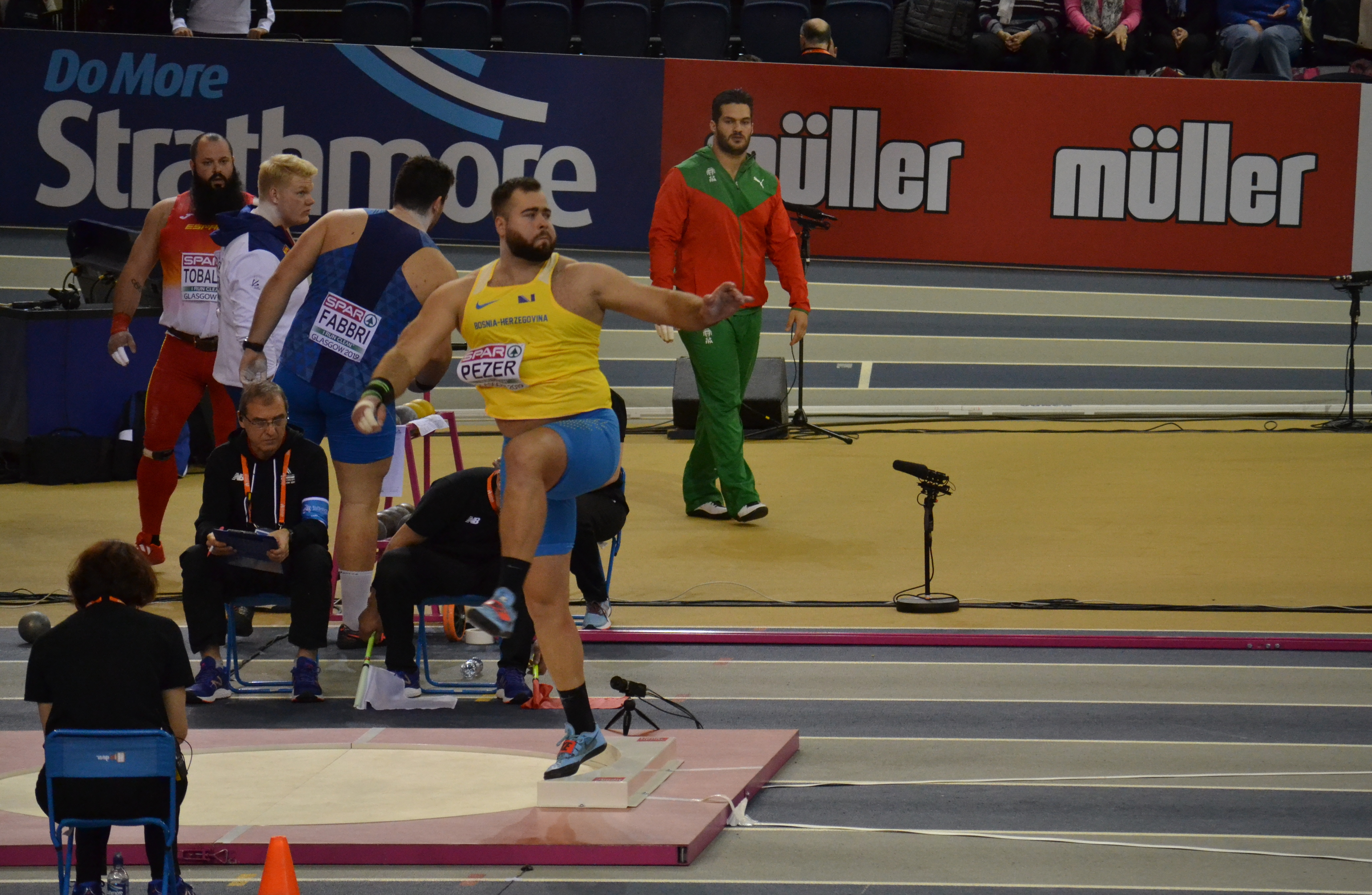
Rang elf für Mesud Pezer

## Videolink
- Shot Put Men - Amsterdam 2016, youtube.com, abgerufen am 20. März 2023